# Kengenahalli, Chikmagalur
Kengenahalli là một làng thuộc tehsil Chikmagalur, huyện Chikmagalur, bang Karnataka, Ấn Độ.